# Veeriku
Veeriku – wieś w Estonii, w prowincji Sarema, w gminie Valjala.